# Степанов, Виктор Фёдорович
Ви́ктор Фёдорович Степа́нов (21 мая 1947, Северо-Курильск, Сахалинская область — 26 декабря 2005, Киев) — советский, российский и украинский актёр театра и кино. Заслуженный артист РСФСР (1987).

## Биография
Родился 21 мая 1947 года в городе Северо-Курильске Сахалинской области (остров Парамушир).
После трагической гибели отца семья переехала в г. Сердобск Пензенской области, где Виктор Фёдорович воспитывался в семье деда и бабушки. После окончания школы он поступил в Ростовское музыкальное училище, в котором проучился один год и перешёл учиться на факультет режиссуры народного театра в Тамбовском филиале Московского института культуры, который окончил в 1972 году.
В 1972—1991 годах — на сценах Тамбова, Южно-Сахалинска, Новгорода, затем в Ленинградском театре им. Ленинского комсомола («Балтийский дом»). Стал популярен после исполнения главной роли в сериале Александра Прошкина «Михайло Ломоносов» (1986).
Познакомившись на съёмках фильма «Война на западном направлении» со своей будущей женой Натальей, в 1992 году переехал жить в Киев.
Работал в местном театре, периодически снимаясь в российских и украинских картинах. Наиболее заметной работой в кино в эти годы стала главная роль в историческом сериале В. Краснопольского и В. Ускова «Ермак» (1996). В течение ряда лет поддерживал дружеские отношения с Послом Российской Федерации на Украине В. С. Черномырдиным.
На Выборах в Государственную думу 1999 и 2003 года баллотировался кандидатом в депутаты, был вторым номером в федеральном списке Партии мира и единства.
В последние годы жизни тяжело болел, врачи поставили ему диагноз саркомы Юинга, но вместе с тем снялся более чем в 20 кинокартинах на закате своей жизни с 2000 по 2005 годы. Полуторамесячный курс противоопухолевого лечения в Москве не принёс результата.
Скончался на 59-м году жизни 26 декабря 2005 года в Киеве. Похоронен на кладбище в Берковцах (Киев).

## Творчество

### Роли в театре
- 1990 — «Браво, Венеция!»

### Роли в кино
- 1978 — Комедия ошибок
- 1984 — Прохиндиада, или Бег на месте — охранник
- 1984 — Иван Павлов. Поиски истины — Петр Дмитриевич Павлов, отец Ивана
- 1986 — Михайло Ломоносов — Ломоносов
- 1987 — Отряд специального назначения — генерал фон Ильген
- 1987 — Холодное лето пятьдесят третьего — участковый Манков
- 1988 — Вам что, наша власть не нравится?! — Степан Васильевич Морозов, начальник
- 1989 — Дежа вю — начальник УГРО Петро Мусиевич Кривонощенко
- 1989 — Сирано де Бержерак — Карбон, капитан гвардейцев
- 1989 — СВ. Спальный вагон — Сталин
- 1989 — Наваждение — Георгий Васильевич Степняк, тренер
- 1989 — Лестница — Кирилл
- 1990 — Война на западном направлении — Фёдор Ксенофонтович Чумаков, командир мехкорпуса, генерал-майор
- 1990 — Неизвестные страницы из жизни разведчика — Голиков, генерал
- 1990 — Бес в ребро
- 1990 — Берег спасения — отец Фёдор
- 1990 — Анекдоты — председатель
- 1991 — За последней чертой — тренер Стародубцев
- 1991 — Бухта смерти — подполковник Виктор Фёдорович Донец
- 1991 — Яр — юродивый
- 1991 — Крепкий мужик — поп
- 1991 — Танго смерти — Метранпаж
- 1991 — Сократ — Анит
- 1991 — Кислородный голод — прапорщик Гамалия
- 1992 — Удачи вам, господа! — подполковник Предтеченский, командир танковой части
- 1992 — Увидеть Париж и умереть — Клим Фёдорович, чиновник
- 1992 — Тайна виллы — Василий Иванович Басов
- 1992 — Сны о России — Яков Иванович Невидимов
- 1992 — Рэкет — Виктор Пантелеев (роль озвучивал Вадим Яковлев)
- 1992 — Ричард Львиное Сердце — Теодорик
- 1992 — Орландо — русский посол
- 1992 — Дымъ — Степан Николаевич Губарев
- 1992 — Гроза над Русью — Малюта Скуратов, глава опричников
- 1992 — Гонгофер — дядька Зарубин
- 1993 — Операция «Люцифер» — генерал Александр Иванович
- 1993 — Пистолет с глушителем — псих
- 1994 — Последнее дело Варёного — уголовник Варенцов по кличке «Варёный»
- 1994 — Русский транзит — капитан корабля
- 1995 — Под знаком Скорпиона — Фёдор Шаляпин
- 1995 — Волчья кровь — Зубко, председатель уездного ревтрибунала
- 1996 — Ермак — Ермак Тимофеевич
- 1997 — Шизофрения — Николай Юрьевич
- 1997 — Чистилище — полковник Виталий Николаевич Суворов, начальник штаба 131 омсбр
- 1997 — Царевич Алексей — Пётр I
- 1998 — Окраина — хозяин кабинета
- 1998 — Тупик (Украина) — Иван Иванович, полковник милиции
- 1999 — 2001 — День рождения Буржуя (Украина) — авторитет Гиви
- 2000 — Шуб-баба Люба! — Егор Кузьмич
- 2000 — Антология приколов — парикмахер
- 2000 — Чёрная Рада (Украина) — князь Велико-Гагин
- 2000 — Непокорённый (Украина) — майор НКВД
- 2001 — Под полярной звездой  — Колотов
- 2001 — Если я не вернусь (Украина) — Сергеев
- 2002 — Вовочка — мэр Иван Платонович Мухов
- 2002 — Критическое состояние (Украина) — Ковалевский
- 2002 — Белое золото — Ларион
- 2002 — Вечера на хуторе близ Диканьки— казак Пацюк
- 2004 — Небо в горошек — полковник
- 2003 — Марш-бросок — Хромов
- 2003 — Личная жизнь официальных людей (Украина) — полковник
- 2004 — История весеннего призыва — полковник
- 2004 — Егерь — губернатор
- 2004 — Пепел Феникса — Голиаф
- 2005 — Запороги
- 2005 — Охота за тенью (Украина) — ректор
- 2005 — Банкирши (Украина) — Бубко
- 2005 — Доктор Живаго — Аверкий
- 2005 — Исцеление любовью — врач-онколог
- 2005 — Присяжный проверенный —
- 2005—2005 — Запороги (Украина) — Иван Сирко
- 2006 — Аврора — Савченко-старший
- 2006 — Дурдом (Украина) — председатель совхоза
- 2006 — Иностранцы (Украина) — отец Лены
- 2006 — А жизнь продолжается — Пётр
- 2006 — Сказки для взрослых дальтоников —

## Награды и звания
- Орден «За заслуги» III степени (27 мая 2002 года, Украина) — за весомый личный вклад в развитие украинского и российского кинематографа[4].
- Заслуженный артист РСФСР (8 сентября 1987 года) — за заслуги в области советского театрального искусства[5].
- Приз «Признание» на КФ «Виват кино России!» (1997, Санкт-Петербург).
- Приз «Лучшая мужская роль» на кинофестивале «Бригантина» за фильм «Царевич Алексей» (2000).
- Приз «Лучшая мужская роль второго плана» на кинофестивале «Бригантина» за фильмы «Золотая лихорадка» и «Егерь» (2004).
- Почётный гражданин города Сердобска Пензенской области (23 декабря 2005 года)[1].